# エルマーのぼうけん
『エルマーのぼうけん』（原題：My Father's Dragon）は、1948年にアメリカで出版された児童文学作品である。著者はルース・スタイルス・ガネットで、挿絵はガネットの義理の母親ルース・クリスマン・ガネット（Ruth Chrisman Gannett）によって描かれた。日本語版は渡辺茂男によって訳された。1963年7月15日初版発行。
NHKの幼児向けテレビ番組『にんぎょうげき』で1968年に人形劇として放映され、この人形劇は同局の『おとぎのへや』や『こどもにんぎょう劇場』などでも再放送された。1997年には『エルマーの冒険』として日本でアニメーション映画化された（アニメ映画を参照）。
2022年にはNetflixによってアニメーション映画化された。

## 概要
『エルマーのぼうけん』は、1946年、ルース・スタイルス・ガネットが22歳の時にスキー場のロッジでアルバイトをしながら書いた児童文学作品である。
主人公のエルマー・エレベーターが、助けた野良猫の話に従ってどうぶつ島に渡り、捕らえられていた竜の子供を助けるまでを書いた作品である。
原題は「お父さんの竜」（My Father's Dragon）で、語り手の父親（my father）が9歳の少年だった時の話として書かれている。会話などで直接的に名前を使う時を除いて、ほとんどすべてが、主人公を「エルマー」ではなく「my father」 と表現して語られていくが、2巻目である『エルマーとりゅう』からは「エルマー」を主語に用いている。日本語訳はシリーズ3作品が揃った後に出版され、1作目の主語も「エルマー」としている。
両親の勧めで、ガネットは出版社のランダムハウスに持ち込んだ。とりあえず子供たちの反応を見る事にした編集者が、ある小学校の生徒たちに『エルマーのぼうけん』を読ませると大好評だった。しかし、担任の教員の報告書には「著者は少し頭がいかれてるのでは？」と書かれていた。
挿絵画家選びは難航したが、1946年に出版され、1947年にニューベリー賞最優秀賞（Newbery Winner）受賞作であるキャロライン・シャーウィン ベイリーの児童文学作品『ミス・ヒッコリーと森のなかまたち』の挿絵を描いたルース・クリスマン・ガネット（Ruth Chrisman Gannett）に頼むことになった。
ルース・クリスマン・ガネットはルース・スタイルス・ガネットの義理の母親でもある。
『エルマーのぼうけん』は1948年に出版されるとすぐに、ニューヨーク・ヘラルド・トリビューンの「春の児童図書祭賞」（Children's Spring Book Festival Award）を受賞し、1949年にはニューベリー賞優秀賞（Newbery Honor）の1つに選ばれている。
エルマーが竜を助けて家に帰ろうとするところで終わっているため、その続きとして1950年に『エルマーとりゅう』（原題：Elmer and the Dragon）、1951年に『エルマーと16ぴきのりゅう』（原題：The Dragons of Blueland）が出版された。

## ストーリー

### エルマーのぼうけん
かれき町に住む9歳の少年エルマーは、助けた野良猫からどうぶつ島に囚われている可哀想な竜の子供の話を聞いた。
竜は首を綱で繋がれて川を渡るのに使われているという。
エルマーは竜を助けに貨物船の荷物に紛れてみかん島に渡り、隣のどうぶつ島に入ったが、侵入者として追われる身に。
しかし、エルマーは持ってきた様々な道具とアイデアを用いて猛獣達をごまかしながら竜の元へと辿り着き、ついには綱を切って竜の背中に乗り、逃げる事に成功した。

### エルマーとりゅう
どうぶつ島を脱出した竜とエルマーは、みかん島からかれき町へ向かった。
嵐に遭遇して浅瀬の砂地に不時着する事になったが、幸いなことに近くにカナリヤばかりが住むカナリヤ島があった。
エルマーは、昔、家で飼っていたカナリヤのフルートと再会し、カナリヤの王、カン十一世を紹介された。
先祖のカン一世は人間に連れて来られたが、その人間達は、将来、島に戻ってきた時のためにと、木を植えたり畑を作ったり、宝箱を埋めたりして去った。宝箱については、王様だけが代々語り継いでいた。代々の王様は中身が気になり、知りたがり病に侵されていた。
王様が何を知りたがっているのか気になって、島中のカナリヤが知りたがり病になっていた。
カン十一世は決着をつけようと、エルマー達に宝箱の秘密を教え、掘り出してもらうことにした。
カン十一世から渡された鍵で開けると中から食器セットや金の時計、純銀のハーモニカ、金貨6袋などが出てきた。
カナリヤには使いようの無いものだらけだったが、カン十一世は金貨を見て溜め込めば金持ちになれると喜んだ。
エルマーと竜は金貨やハーモニカ、金の時計をお土産に受け取り、かれき町へと向かった。
竜が人間達に見つかって騒ぎにならないように注意しながら、エルマーは家の近くに下ろしてもらう。家に帰った日はエルマーの父の誕生日であり、エルマーは帰宅を喜ぶ両親を前にプレゼントとしてカナリア島で貰ったお土産を父に渡し、ハーモニカを吹くのだった。

### エルマーと16ぴきのりゅう
エルマーと別れた竜は、家族のいるそらいろ高原に向かった。
人間に見つからないように夜に移動し、昼間は橋の下に隠れようとしたが、体を隠せる橋が中々見つからず、大きな土管を見つけて眠った。
途中で走っている所を百姓のワゴンに見られてしまい、追われることとなったが、ワゴンの牛達が助けてくれた。
とんがり山脈を越えてごびごび砂漠に入ると、いつも人間達を阻んでいた砂嵐が無く、そらいろ高原が丸裸になっていた。
竜は、そらいろ高原の岩山の上に人間達を見つけて近寄り、その会話を盗み聞きした。
そこで竜は、人間達が15匹の竜の寝込みを襲って洞穴に追い込んだ事を知った。
入り口では人間達が大きな網を張って竜達が飛び出してくるのを待ち構えていた。
入り口と反対側の小さな穴から潜り込んだ竜は、途中でつかえて進めなくなるが、両親と姉妹6匹、兄弟7匹全てに、助けを呼んでくるまでじっと待つように伝えた。家族は竜の事をボリスと呼んだ。
エルマーに助けを求めに引き返したボリスは、また人間達に見つかりながらも、エルマーの家の近くのみどり公園まで飛んで行った所、猫に発見され、エルマーに報せが届いた。
ボリスと猫とエルマーで作戦会議をした後、エルマーは道具を買い集め、ボリスに乗ってそらいろ高原を目指した。
洞穴の小さな穴に着くと、エルマーはボリスと家族の間を往復して準備を進めた。
ボリスが聞いた人間達の会話に出てきた名前を叫びながら、エルマーは運動会用のピストルを撃ち、洞穴の内側から人間達に助けを求めた。
洞穴の外の人間達は、仲間が竜に捕まったと勘違いし、助けに応じて網を抑えていた大石を動かし、網をどけ始めた。
3発目の銃声を合図に、ボリスは笛とラッパを鳴らして外を走り回り、さらに15匹の竜も呼応して笛とラッパを吹きはじめ、こだまする大音響で人間達を驚かし、開いた網の隙間から逃げることに成功した。
ボリスがエルマーを連れ帰る途中、砂漠に砂嵐が戻って来そうな気配がした。砂嵐があればもはや人間達はそらいろ高原には留まれない。
ボリスはわかめ町記念塔の上にエルマーを下ろし、共に別れを惜しんだ。
エルマーは安全のために竜について猫以外には誰にも話さない事を約束した。
エルマーが汽車でかれき町まで帰った翌日、新聞に竜の目撃談が沢山掲載された。
竜に子供が乗っていたという話もあったため、父親はエルマーが関係してないか聞いたが、エルマーは「そんなバカな話、本気にしてるの？」と笑うばかりであった。

## 登場人物
エルマー・エレベーター
物語の主人公。勇気あふれる賢い少年。9歳。ポップシコールニャ海岸沿いにある「かれき町」に住む。空を飛ぶことが夢であり、ねこからりゅうの話を聞き、どうぶつ島まで助けに行く決心をする。
物語の始めには「ぼくのおとうさんのエルマー・エレベーターが小さかったときのこと」とあり、語り手はエルマーの子供だということが分かる（物語の語り手の一人称が「ぼく」となっているため、日本語版の読者は語り手のジェンダーが男性であると推察してしまいがちだが、英語原作では語り手のジェンダーを特定する表現になっていない）。

りゅう
「そらいろこうげん」に住むりゅうのこどもで、本名はボリス。こどもゆえうまく空を飛べず、どうぶつ島に墜落してしまう。そこで動物達に捕らえられ、非常に太い綱で川岸に縛りつけられて、客や荷物を載せて川を飛んで渡るために奴隷のように使役されている。体は水色と黄色の太い横縞模様で（足の裏のみ赤色）、赤色の爪と角、金色の翼を持つ。草食で果物や野菜、エルマーの持ってきたお菓子などを食べる。どうぶつ島周辺ではダチョウシダやスカンクキャベツ、ミカンの皮などを食べている。竜は人間を襲ったりはせず温厚で、騎士物語に出てくるような竜は騎士を勇敢に見せるための作り話として憤慨している。

ねこ
非常に年をとった野良猫。若いころはかなりの旅行家で、最後の旅行にみかん島へ出かけた際、立ち寄ったどうぶつ島でりゅうと知り合い、何日か会話する内にすっかり仲良くなる。どうぶつ島を出る時にりゅうに「いつか助ける」と約束をしたもののどう助ければよいかわからず途方にくれていたある日、かれき町の街角でエルマーに拾われる。一度はエルマーの母親に追い出されたが、後にエルマーの両親の許しが出てエレベーター家の飼い猫になる。

### エルマーのぼうけん（登場人物）
ねずみ
どうぶつ島でエルマーが最初に出会った動物。小柄な体を生かした偵察役だが、非常にあわて者で言葉を言う順番をすぐ間違える。

2匹のカメ
姿からゾウガメだと思える。リックサックを背負ったエルマーを、病気のお婆さん猿を背負った猿だと見間違えた。

2匹のイノシシ
どうぶつ島での警備員のような役割をしている。エルマーがどうぶつ島に忍び込んだ証拠をいくつも見つけている。アニメ映画版では兄弟。

7匹のトラ
腹を空かして、エルマーを食べようとするが、チューインガムが大好物であり、エルマーに「このチューインガムを緑色になるまで噛んで、地面に蒔くとチューインガムが実るよ」と騙されて、チューインガムを噛むうちにエルマーを逃がしてしまう。

サイ
若い頃には角が真珠色をしていたが、今では黄色く汚れてしまったのを『なきべそプール』の池で恥じながら悔やんでいた。エルマーがその池に勝手に入ったのを怒り、エルマーを水に沈めてしまおうとするが、エルマーから貰った歯ブラシと歯磨き粉で角を磨くと前のように真珠色になったので、夢中で磨いていて、エルマーを逃がしてしまう。

ライオン
クロイチゴの小枝がたてがみに絡み付いて取れなくなっていたのにイラついていた。腹が立つと空腹になる質らしく、エルマーを食べようとするが、エルマーから櫛とブラシとリボンをもらって、小枝を取ることやたてがみを整えたり、たてがみを三つ編みにしてリボンで飾ることを覚える。たてがみに熱中しているうちに、エルマーに逃げられてしまう。

メスライオン
ライオンの母親。エルマーが道路標識がある場所で隠れながら見ていたので、他の動物たちと違って、特にトラブルにはならなかった。アニメ映画版では歌を披露している。

ゴリラ
エルマーがりゅうの渡し場付近で出会った。ものすごく短気で気が荒く、エルマーの腕を捩じってしまおうとするが、体についてる蚤が我慢できなくなって、ロージー、ローダ、レイチェル、ルーシー、ルビー、ロベルタという小猿に蚤を取らせようとする。猿たちは蚤がうまく取れなかったが、エルマーが虫眼鏡をあげたので、それに他の猿たちも夢中になって集まったので、ゴリラはエルマーに逃げられてしまう。アニメ映画版だと既婚者で、彼に負けず劣らず気の強いメスゴリラも登場する。

ワニ
どうぶつ島の真ん中に流れている川の中に17匹いる。元々はこのワニたちが川の渡し守をしてたらしいが、酷い気まぐれ者だったため、役には立たなかった。棒つきキャンディーが好物らしく、エルマーから棒つきキャンディーを貰うことを前提に、数珠つながりでエルマーがわたる橋にされる。ねこ曰く、他の動物達ほどりゅうに意地悪ではなく、偶に挨拶をしていたらしい。

### エルマーとりゅう（登場人物）
カモメ
みかん島の浜辺にいた落ち着いた紳士的な鴎。かれき町の行き先を尋ねてきたエルマーに行くべき方角を教えた。アニメ映画版だと調子が良い性格で、エルマーとは船旅中に出会った。エルマーがどうぶつ島へ向かうと知った時は慌てて止めようとしたり、終盤では飛び去って行くエルマー達の無事を確認して見送った。

フルート
3年ほど前にエルマーの家で飼われていたカナリヤ。逃げた後、カナリヤばかりが多く住んでるカナリヤ島で暮らしている。他のカナリヤ達と違い眉があり、両翼に1本ずつ黒い羽根が生えている。王のカン十一世、女王に次いで高い地位にいることが窺える。エルマー達に協力を依頼して知りたがり病を治した功績をカン十一世から認められ、宝の一部を褒美として与えられた。

カン十一世
カナリヤ島に最初に連れてこられたカナリヤのカン一世の子孫でカナリヤ島の王様。他のカナリヤより少し大きく、羽がフワフワしている。カン一世は人間たちが隠した宝の秘密を息子のカン二世にだけ伝え、以後、代々秘密を受け継いできた。また、カン一世からずっと宝箱の中身を知りたがり、知りたがりの病気にかかっていた。島に住む他のカナリヤ達は王様が何を知りたがっているかが気になるという、別の知りたがり病にかかっていた。

エルマーの両親
前作では挿絵無しで母親のみ登場。挿絵での姿が登場したのは本作終盤で、無事に帰って来たエルマーを出迎えた。エルマーが帰ってきた日は父親の誕生日だったため、エルマーから金貨と金の時計をプレゼントされた。母親は当初は猫嫌いでエルマーが拾ってきたねこも嫌っていたが、何度もねこが家に来ていたために愛着が湧き、猫嫌いを克服した。次作終盤では、りゅうが一面を飾った新聞を読んだ父親がエルマーが関与しているのではないかと僅かに疑ったが、エルマーに否定された。

### エルマーと16ぴきのりゅう（登場人物）
ボリスの両親
「そらいろこうげん」に住むりゅう達の親。ボリス同様、金色の翼と赤色の爪と角を持つが、父親が空色一色の体色で、母親が黄色一色の体色。子供たちより大きな体をしている。アニメ映画版でも冒頭に登場している（台詞は無し）。

ボリスの兄弟姉妹
「そらいろこうげん」に住むりゅう達。女のりゅうが６ぴき、男のりゅうが７ひきずついる。女の名前は、インゲボルグ、ユースタシア、ガートルード、バーサ、ミルドレッド、ヒルデガルド。男の名前は、エミール、ホレイショ、コンラッド、ジェローム、ウイルヘルム、ダゴバード、アーノルド。体色は、金色の翼と赤色の爪と角はボリスや親と同様だが、女は緑色で黄緑から青緑まで１ぴきずつ色合いが違う。男は空色と黄色の組み合わせだが、7ひきの内、2ひきは細い縞で、うち１ぴきは横縞、もう1ぴきは縦縞。他のは、1ぴきは空色の上に黄色の水玉模様、もう1ぴきは黄色の上に空色の水玉模様。もう1ぴきは体と足の一本が黄色で、他の3本の足と尻尾が空色。もう1ぴきは黄色の体に空色の小さなぶちが散らばり、もう1ぴきは黄色に牛のような空色の大きな斑模様がある。アニメ映画版でボリスの両親と共に何びきか登場しているが、体色が大きく異なる。

ワゴンさん
かれき町とわかめ町の間に住むせっかちなお百姓さん。ボリスを偶然目撃し、「あおにゅうどう」と呼んで正体をつきとめようとした。少々抜けた奥さんがいる。

フランクとアルバート
砂漠の砂嵐の止んだ隙を突いて、そらいろ高原に侵入した男たちの一団のうちの2人。世にも珍しいりゅう達を捕らえて売ることで大儲けしよう、と仲間たちと目論む。男たちの会話からフランクとアルバートの名前を知ったボリスとエルマーはこれを利用して男たちを撹乱し、りゅう達を逃がす作戦を成功させる。

## シリーズ作品
- My Father's Dragon（ランダムハウス、1948年）
- Elmer and the Dragon（ランダムハウス、1950年)
- The Dragons of Blueland（ランダムハウス、1951年）

### 日本語版
すべて福音館書店から出版されている。
- エルマーのぼうけん（原題：My Father's Dragon）（1963年7月15日）ISBN 4-8340-0013-3
- エルマーとりゅう（原題：Elmer and the Dragon）（1964年8月15日）ISBN 4-8340-0035-4
- エルマーと16ぴきのりゅう（原題：The Dragons of Blueland）（1965年9月30日）ISBN 4-8340-0049-4
- エルマーのぼうけんセット ISBN 4-8340-3032-6 - 上3巻をセットにしたもの

## エルマーの冒険（アニメ映画）
『エルマーの冒険』というタイトルで1997年7月5日に公開。98分。ストーリーは1作目『エルマーのぼうけん』に準じているが、続編で出てくるキャラも一部登場している。主人公・エルマーの声およびOP主題歌をTRFのYU-KI が務めた。
本作を制作したアウベックは、本作の公開後まもなく活動を停止している。

### キャスト
- エルマー：YU-KI
- ボリス：林原めぐみ
- 猫：八奈見乗児
- 近眼ネズミ：野沢雅子
- カモメ：龍田直樹
- イノシシA：矢尾一樹
- イノシシB：島田敏
- サイ：屋良有作
- トラA：銀河万丈
- トラB：沢木郁也
- トラC：佐藤正治
- トラD：塩屋浩三
- トラE：堀内賢雄
- オスゴリラ：郷里大輔
- メスゴリラ：江森浩子
- ライオン：生瀬勝久
- ライオンママ：坂本スミ子（特別出演）
- ワニA：天田真人
- ワニC：掛川裕彦
- 店の料理長：田中和実
- レイチェル：菅原淳一
- ロベルタ：山崎たくみ
- ルーシー：大本眞基子
- ロージー：千秋
- ローダー：竹内郁子
- エルマーの母：菊池麻衣子（友情出演）
- エルマーの父：髙嶋政宏（特別出演）

### スタッフ
- 配給：松竹
- 監督：波多正美
- 製作：奥山和由、酒井政利
- 企画：谷田部雄次、樋口英樹、鮫島文雄
- プロデューサー：永島聡、岸本南
- 原作：ルース・スタイルス・ガネット、ルース・クリスマン・ガネット
- 脚本：寺田憲史
- キャラクターデザイン：関修一
- 総作画監督：新井豊
- 絵コンテ：波多正美、小華和ためお
- 演出：吉田俊司
- 美術監督：西田稔
- 色彩設定：武富裕典
- 撮影監督：今泉秀樹
- SFX：木原悦郎
- 音楽：木根尚登
- 音楽監修：小室哲哉
- 音響監督：松浦典良
- アニメーション制作：アウベック
- 製作：松竹、ソニー・ミュージックエンタテインメント、アウベック、フレックス・ジャパン

### 主題歌
- OP「dragons' dance」YU-KI（作詞：小室哲哉・MARC、作曲：小室哲哉）
- ED「if you wish...」宇都宮隆（作詞：MARC、作曲：小室哲哉）